# Torre Urquinaona
La Torre Urquinaona è un edificio di stile razionalista che si trova a Barcellona ed è incluso nell'Inventario del Patrimonio Architettonico di Catalogna.
L'edificio si trova nel chaflán tra la Plaça Urquinaona e la Carrer Roger de Llúria, è alto 70 metri e ha 22 piani occupati da uffici, tra cui vi è anche il consolato della Slovacchia.
Oggigiorno sarebbe difficile ottenere le autorizzazioni per costruire un edificio di queste dimensioni nel centro di Barcellona ma, durante il mandato di José María de Porcioles la normativa era più flessibile e permise la costruzione di edifici di quest'altezza o come l'Edificio Colón nel centro della città.
Nel 1999 la torre è stata luogo di un incendio che ha colpito 3 piani dell'edificio.